# Barfi

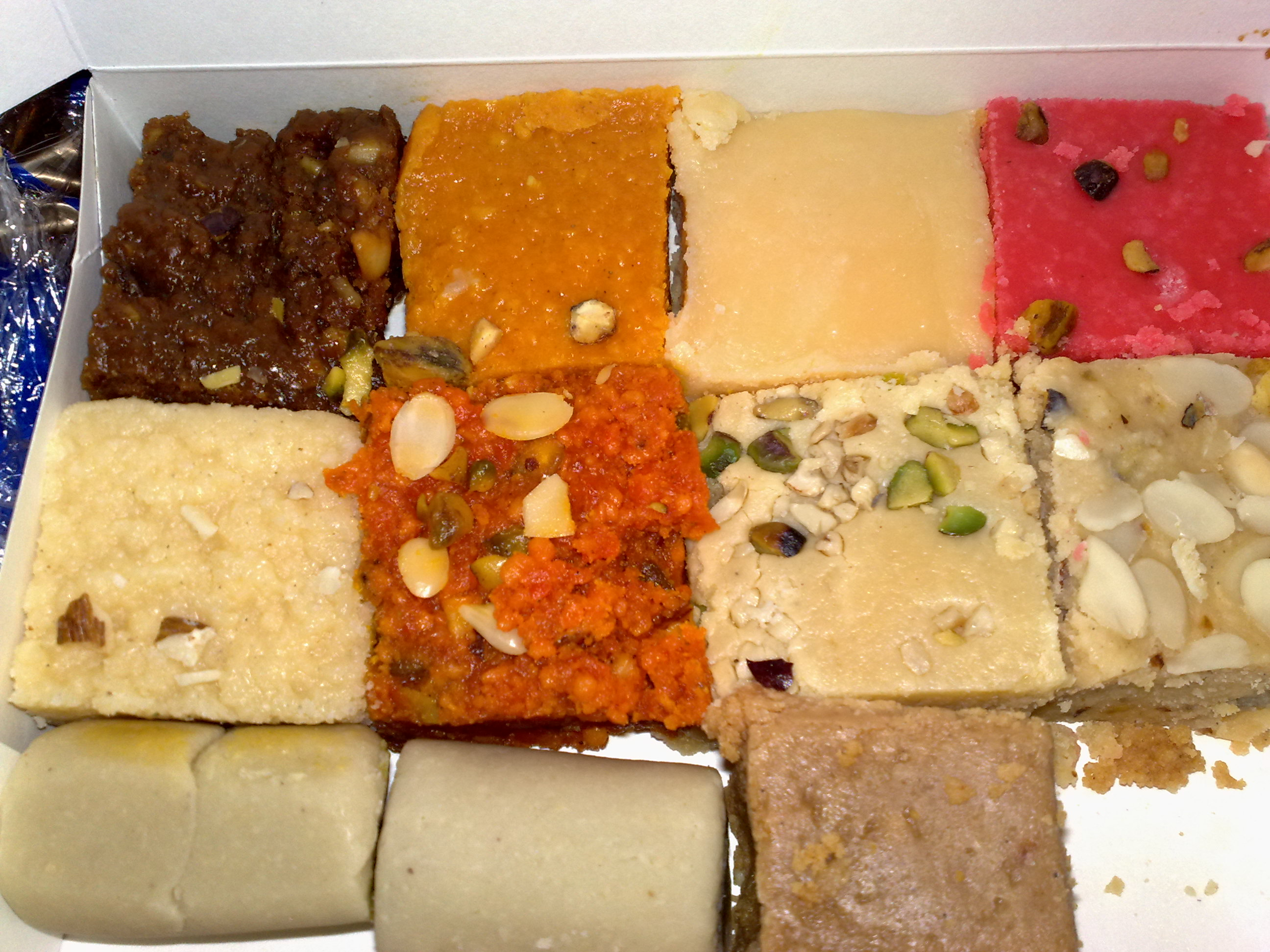
Assortimento di Barfi

Il Barfi, burfi o burfee ((HI) : बर्फ़ी, (UR) : برفی), è un dolce tipico del subcontinente indiano.

## Etimologia
Il nome del barfi proviene dalla parola persiana barf che significa letteralmente neve, poiché il barfi ricorda vagamente il ghiaccio e la neve.

## Preparazione
Il barfi viene preparato scaldando il latte condensato unito allo zucchero fino a farlo diventare solido. Le molteplici varianti includono il besan barfi, ottenuto aggiungendo farina di ceci, il kaaju barfi, ottenuto aggiungendo gli anacardi, il pista barfi, ottenuto tramite l'utilizzo di pistacchi, e il gajar barfi in cui si aggiungono carote tritate.
Viene talvolta aromatizzato con dei frutti come il mango o il cocco o con spezie come il cardamomo. Altre volte viene invece guarnito con il vark, una particolare foglia d'oro commestibile.